# Gioacchino di Gerusalemme
Gioacchino (... – Feodosia, 1462 o 1464) è stato un arcivescovo ortodosso bizantino, patriarca di Gerusalemme a metà del XV secolo.

## Biografia
La prima attestazione del patriarca Gioacchino risale al 1431; il suo nome e la data di giugno 1431 si trovano in calce ad un manoscritto dedicato alla chiesa dell'Anastasis di Gerusalemme.
Durante il concilio di Firenze, nel quale si discusse l'unione della Chiesa cattolica e della Chiea ortodossa, dopo lo scisma del 1054, il patriarca Gioacchino fu rappresentato da Dositeo, metropolita di Monembasia, il quale sottoscrisse, nel mese di luglio 1439, il decreto di unione delle Chiese.
Il nome di Gioacchino compare ancora in occasione del concilio che si svolse a Gerusalemme nel 1443. Arsenio, metropolita di Cesarea, oppositore del decreto di unione con i Latini, si recò in quest'anno in pellegrinaggio a Gerusalemme, per sollecitare il patriarca Gioacchino ad indire un concilio per revocare il decreto del 1439. Il concilio, cui presero parte anche i patriarchi Doroteo II di Antiochia e Filoteo di Alessandria, dette ragione a Arsenio, scomunicando provvisoriamente e sospendendo tutto il clero unionista, in attesa di celebrare un concilio ecumenico.
Il patriarca di Gerusalemme fu anche in corrispondenza con Matteo Raul Mélikès, membro di un nobile famiglia bizantina del Peloponneso, di origine turca.
Gioacchino è infine menzionato in una lettera circolare di Teodosio, metropolita di Mosca, datata 1464. Teodosio racconta che, a seguito di un terremoto a Gerusalemme, la chiesa del Santo Sepolcro fu seriamente danneggiata. Per ottenere il permesso di ricostruire il tempio e proteggerlo dalla prevista demolizione, il sultano mamelucco chiese un grosso riscatto: prima 10 mila e poi 6 mila ducati veneziani. Per raccogliere i fondi necessari, il patriarca Gioacchino si recò in Russia, ma morì lungo la strada, a Caffa in Crimea. Il compito di portare a termine la missione fu affidato al suo protosincello Giuseppe. Teodosio infine sollecita i fedeli di Novgorod e di Pskov a sostenere la causa di Giuseppe.
In base a quest'ultimo documento viene proposta una duplice data di morte di Gioacchino: per Venance Grumel sarebbe il 1464, lo stesso anno della datazione della lettera di Teodosio; il curatore del Prosopographisches Lexikon der Palaiologenzeit invece pone la data di morte del patriarca al 1462; altri autori infine pongono la sua morte tra la fine del 1463 e l'inizio del 1464. Questa cronologia ha portato Grumel ad eliminare dalle cronotassi tradizionali dei patriarchi di Gerusalemme Teofane II (1450-1452) e Atanasio IV (1452-1460), e a posticipare il patriarcato di Giacomo II (dal 1460 al 1482).